# Guglionesi
Guglionesi es una localidad y comune italiana de la provincia de Campobasso, región de Molise, con 5.315 habitantes.

### Historia
Fundada en el siglo V antes de Cristo, conocida en ese tiempo como Uscosium o Usconium y junto con Pescara, Ortona, Lanciano, Vasto y Larino fue uno de los más importantes centros de Frentani y de la población Italica que era parte de las confederaciones Samnites.
Gracias a su posición estratégica a lo largo de la Via Frentana-Traiana, Usconium  se convirtió al final de la Era Republicana, un municipio alcanzando una población de cerca de 25 mil habitantes.
Usconium estaba localizado entre Monte Antico y Monte Capraro donde Guglionesi esta ahora. Sus habitantes dependen del cercano Pagus Colli Nisii o Collenisuys (Colina de Bacchus) una colina fortificada en que se refugiaron después de la destrucción de la ciudad por los Godos.
En 1060 el conde normando Goffredo, ayudado por su hermano Roberto il Guiscardo, que ya se había convertido en duque de Apulia, Calabria y Sicilia gracias al papa Nicolás II, invade y conquista el condado de Termoli del cual el castillo de Colle Dionisio fue uno de los guarniciones militares más importantes. [6]
En la Edad Media, la villa fue un importante referente social, económico y artístico de la zona. Durante siglos, los obispos de Termoli establecieron sus residencias en Guglionesi, ya que la ciudad del Adriático estaba constantemente sujeta a los ataques turcos. De hecho, el primer seminario de la diócesis surgió en Guglionesi, que sobrevivió hasta la desamortización de los bienes eclesiásticos implementada con la unificación de Italia.
El área histórica encerrada en el antiguo pueblo tiene un diseño triangular medieval, que se desarrolla a lo largo de los tres ejes principales (via Galterio, corso Conte di Torino/via Roma, via Guiscardo) conectados por una red de callejones.

### Símbolos
El escudo de armas representa tres colinas. En el central destacan tres plantas de juncia, especie particularmente extendida en el territorio del municipio. El estandarte es una tela blanca.

### Monumentos y lugares de interés

#### Tríptico de la Colegiata (1510) de Michele Greco de Valona
- Colegiata de Santa Maria Maggiore: antigua iglesia del siglo X, conocida con la advocación de San Pedro. Reconstruida en el siglo XII, tuvo su arreglo definitivo en 1796 con planta barroca, conservando la cripta medieval. Tiene una fachada tripartita con pilastras de sección mixtilínea. El luneto del portal es del siglo XII. La planta es de cruz latina, con una sola nave interior. Cerca del crucero hay un casquete elevado, es decir, una cúpula impropia. En su interior se guardan valiosas obras del siglo XVI, como el Tríptico de Santa Maria Maggiore de Michele Greco.
- Cripta y succorpo de Sant'Adamo Abate: es la cripta medieval de la Colegiata.
- Iglesia de Sant'Antonio da Padova: que data del siglo XIV como la iglesia de San Francesco, el interior fue restaurado entre los siglos XVI y XVII en estilo barroco. Afortunadamente, el exterior aún conserva el estilo románico tardío de Apulia original, con los lados marcados por ventanas góticas de una sola ojiva y la fachada tripartita con cúspides en la parte superior y pilastras, con un rosetón cubierto por una monumental ventana barroca. El interior es de una sola nave, estucado en verde, con remate en el crucero pintado de rojo y verde mar, con el Cristo bendiciendo en el centro de una decoración curvilínea.
- Iglesia de San Nicola di Bari: data del siglo XII, fue ampliada en el siguiente, con restauraciones barrocas en el siglo XVIII. El exterior es muy rico, en piedra tallada en estilo románico de Apulia, con una fachada dividida por pilastras, con capiteles que sostienen cinco arcos ciegos. El portal tiene decoraciones de motivos vegetales en el luneto. El interior ha sido restaurado con intervenciones barrocas y es gótico, de tres naves, con arcos apuntados. El techo está cubierto con cerchas de madera .

### Otros monumentos
- Museo Cívico Arqueológico
- Paseo de las fuentes y fuente de Sant'Adamo

## Evolución demográfica
| Gráfica de evolución demográfica de Guglionesi entre 1861 y 2001 |
|                                                                  |
| Fuente ISTAT - elaboración gráfica de Wikipedia                  |